# صموئيل سانفورد شابيرو
صموئيل سانفورد شابيرو (بالإنجليزية: Samuel Sanford Shapiro)‏ هو مهندس وإحصائي أمريكي، ولد في 13 يوليو 1930 في نيويورك في الولايات المتحدة. اشتهر بتطويره للاختبار الإحصائي المستعمل لتأكيد فرضية التوزيع الطبيعي، والذي طوره بمعية الإحصائي الكندي مارتن ويلك سنة 1965، المعروف باسم اختبار شابيرو ويلك.